# 국제 관계

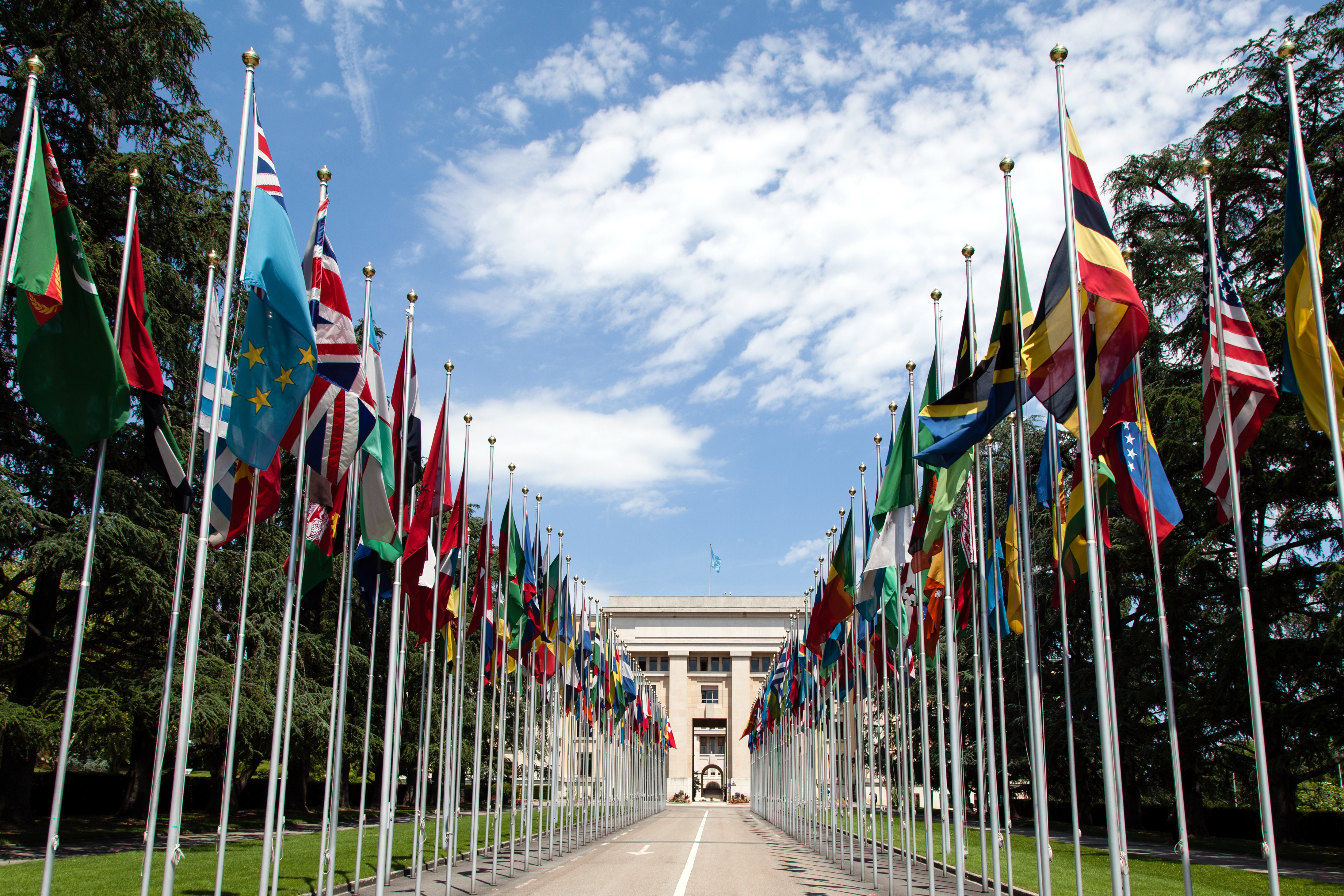
스위스 제네바 팔레 데 나시옹.

국제 관계(國際關係, 영어: international relations)는 정치학의 한 부문으로, 국제 체계 안에 있는 여러 나라 사이의 외교 관계와 세계적인 문제에 대한 연구를 말한다. 정치학·외교학과 비슷하지만 국제정치경제(International Political Economy)를 포함한 국제 정치(International politics)와 비교 정치(Comparative Politics), 그리고 지역 연구(Area Studies) 세 분야로 나뉜다.

## 시각
국제관계학에서는 다양한 시각이 존재한다.

### 초기 패러다임
현실주의와 이상주의가 국제관계의 시각의 시발점이다.
현실주의는 국제관계학에서 가장 오래되고 영향력이 큰 시각이다. 국제사회의 무정부 상태를 전제로 두고 개별단위인 국가들은 권력(Power)을 위한 투쟁을 한다고 본다. 이러한 상황에서는 "진정한 평화란 실현 불가능"하기에, 대신 빈 체제와 같은 세력 균형(Balance of Power)에 의존할 수밖에 없다. 현실주의를 주장한 대표 학자로는 투키디데스, 손무, 니콜로 마키아벨리, 에드워드 핼릿 카, 한스 모건소 등이 있다.
이상주의는 국제제도의 형성을 통해 세계 평화를 이룩할 수 있을 것이라고 보는 시각으로, 집단 안보(Collective Security)를 통한 평화 유지로 설명된다. 우드로 윌슨의 제안에 의해 세워진 국제연맹이나 유엔이 이상주의의 대표적인 산물이다.

### 자유주의
자유주의는 현실주의에 대한 반발로 나타났으며, 이상주의를 계승하고 있다. 자유주의적 시각에서는 현실주의와는 달리 국가가 더 이상 국제체계에서 가장 중요한 행위자가 아니며 다양한 행위자의 행동을 중요시한다. 각 국가들을 협력할 수 있다고 보며 이를 통해 평화를 성취할 수 있다.

### 급진주의
급진주의는 마르크시즘적 세계관을 전제하고 있다. 국제사회에는 지배와 착취하는 구조가 있고, 그 속에서 강대국('중심부' 혹은 반주변부)은 약소국(주변부)을 착취하여 저발전상태로 남겨둔다고 본다. 종속이론과 세계체제론은 급진주의의 대표적인 이론이다. 대표적인 학자로는 안토니오 그람시, 칼 폴라니, 페르낭 브로델, 이매뉴얼 월러스틴 등이 있다.

### 1980년대의 패러다임
1980년대에는 신현실주의와 신자유주의가 등장한다.
신현실주의는 현실주의처럼 국제적 무정부 상태와 유일하고 합리적인 행위자로서의 국가를 인정하지만, 한편 국제사회에는 독특한 구조가 존재하고 이로 인해 안보에 대한 투쟁(더 나아가 안보의 딜레마)이 일어난다고 본다. 신현실주의는 '구조적 현실주의'로 불리기도 한다. 대표적인 학자로는 '방어적 현실주의자'인 케네스 월츠, '공격적 현실주의자'인 존 미어세이머 등이 있다.
신자유주의는 다시 국제 협력의 가능성에 대해서 낙관적인 전망을 한다. 국가를 기본적 행위자로 두고 국제제도를 세움으로써 무정부 상태의 제약을 극복할 수 있는 것이다.

### 구성 주의 (국제관계론)
국제 관계론에 있어서 구성 주의는 국제 관계의 중요한 측면들이 인간 본성이나 정치의 필수적인 특성에 의한 불가피한 결과가 아니라, 역사적 그리고 사회적으로 구성되었다고 주장하는 이론이다.

### 발전
니콜라스 오누프 (Nicholas Onuf)는 국제관계의 사회적 구성을 강조하는 이론을 설명하기 위해 “구성주의”라는 용어를 만들었다. 현대 구성주의 이론은 Onuf뿐만 아니라 Richard K. Ashley, Friedrich Kratochwil, John Ruggie, Christian Reus-Smit의 선구적인 연구에 뿌리를 두고 있다. 그럼에도 불구하고 국제 관계론에서 사회 구성주의의 가장 유명한 옹호자는 알렉산더 웬트 (Alexander Wendt)이다. 웬트 (Wendt)가 1992년 국제 기구(International Organization)에 발표한 기사인 "무정부 상태는 국가가 만드는 것이다: 권력정치의 사회적 구성"은 그가 신사실주의와 신자유주의적 제도주의자들에게서 공통적으로 나타난다고 생각했던 논리적 결함, 이른바 유물론의 원형에 대한 몰입, 에 도전하는 이론적 토대가 되었다.
"권력 정치 (power politics)"와 같은 핵심 현실주의 개념조차도 사회적으로 구성되어 있음을 보여줌으로써 (자연적으로 주어지지 않았기 때문에 인간 행위에 의해 변형 될 수 있음을 보여줌으로써) Wendt는 구성주의자의 시각으로 광범위한 이슈에 대한 연구를 할 수 있도록 다음 세대의 국제 관계학자들에게 새로운 길을 열어주었다.  웬트 (Wendt)는 국제 정치의 사회적 이론 (Social Theory of International Politics, 1999)이라는 핵심 저작에서 이러한 개념을 발전시켰다.
1980년대 후반부터 1990년대 초반까지 구성주의는 국제 관계론에서 주요 학파중의 하나가 되었다. John Ruggie [3]와 Christian Reus-Smit [4]는 구성주의에서 몇몇의 갈래를  명확히 하였다. 한편으로 구성주의 학계의 주류학자는 Martha Finnemore, Kathryn Sikkink, Peter Katzenstein, Elizabeth Kier, Alexander Wendt등이 있으며 현실 주의자, 자유 주의자, 제도 주의자 사이에서 활발한 학술 토론을 일으켰다. 반면에 급진적 구성 주의자들은 담론과 언어학을 중시하였다.

### 이론
구성주의는 신사실주의나 신자유주의와는 달리 기본적으로 국제 관계의 핵심적 측면이 어떻게 사회적으로 구성이 되었는가를 증명하는데 중점을 둔다. 사회적으로 구성이 되었다는 말은 사회적 관행과 교류의 과정을 통해서 형태를 갖추었다는 것이다. 알렉산더 웬트 (Alexander Wendt)는 "인간 관계의 구조는 주로 물질적 세력보다는 공유된 사상에 의해 결정되며, 의도적 행위자의 정체성과 이해 관계는 본성에 의해서가 아니라 공유된 사상에 의해 구성된다"고 구성주의의 기본적인 원리를 설정하였다. [5]
국제 관계가 권력 정치뿐만 아니라 사상에 의해서 영향을 받는다는 개념은 ‘구성주의 이론가’라고 자칭하는 저술가들에 의해서 공유된다. 이 견해에 따르면, 국제 정치의 근본 구조는 물질적인 것이라기보다는 사회적인 것이다. 이것은  국가 간의 사회적 상호 작용의 본질에 변화가 더 큰 국제 안보를 향한 근본적인 변화를 가져올 수 있다고 주장하는 사회적 구성 주의자들의 이론으로 이어진다.

## 같이 보기
- 국제관계의 시각 유저박스
- 국제관계론
  - 신자유주의 (국제관계)(영어판)
- 오프쇼어 밸런싱(영어판)
- 국면전환용 외교정책(en:Diversionary foreign policy, 전환 전쟁/diversionary war)
- 현실주의
- 이상주의
- 자유주의
- 구조주의
- 신현실주의
- 신자유주의
- 구성주의
- 국제 관계 (1648년-1814년)
- 국제 관계 (1814년-1919년)
- 국제 관계 (1919년-1939년)
- 국제 관계 (1989년 이후)